# 17 de setembro
17 de setembro é o 260.º dia do ano no calendário gregoriano (261.º em anos bissextos). Faltam 105 dias para acabar o ano.

## Eventos históricos

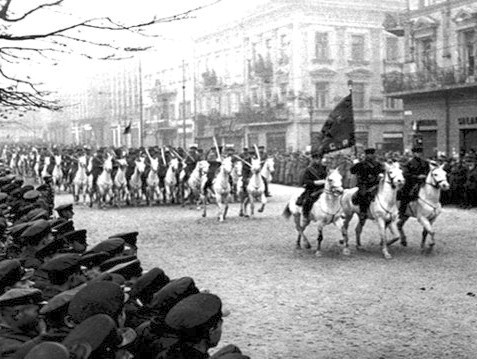
1939: Invasão soviética da Polônia

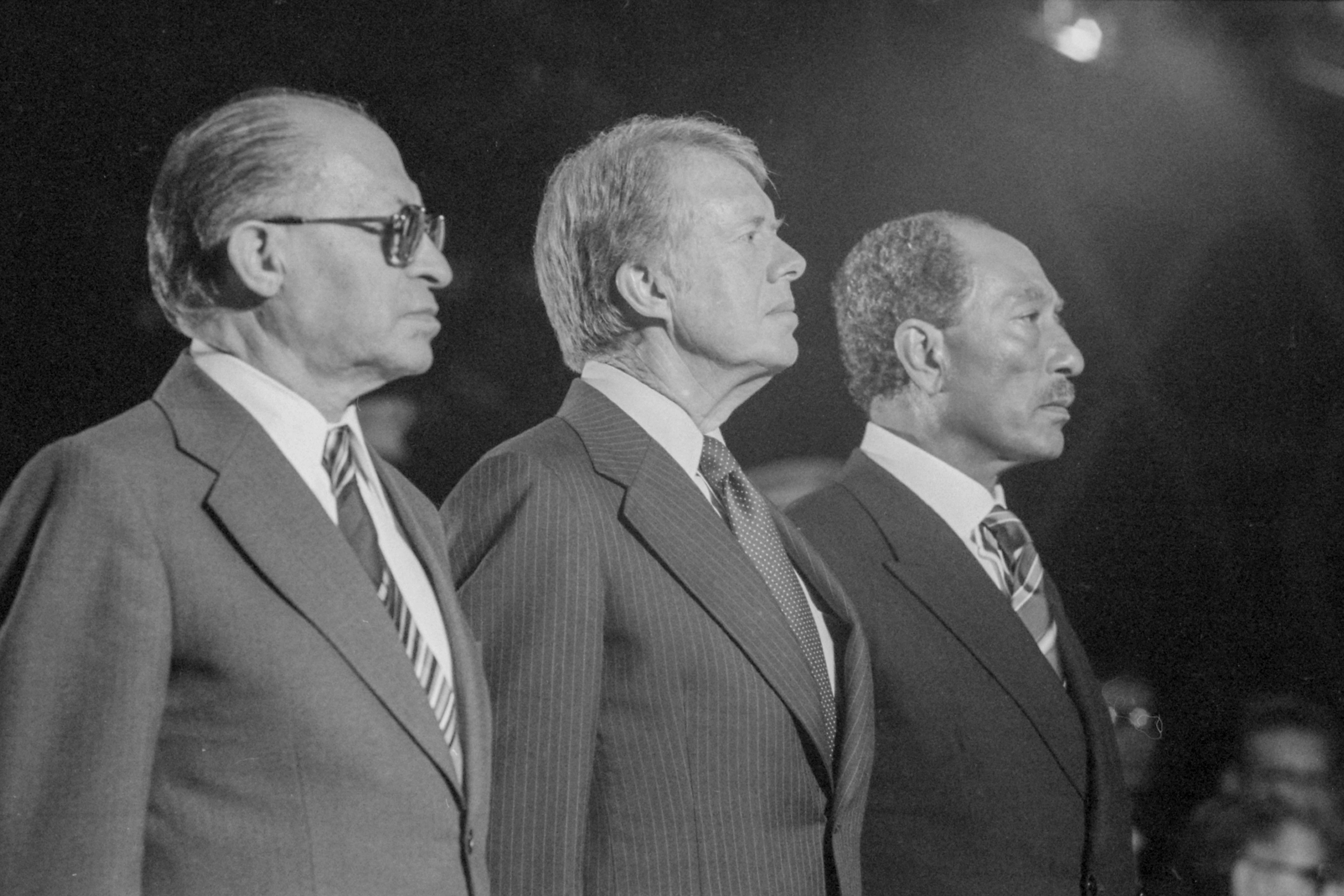
1978: Os Acordos de Camp David são assinados por Israel e Egito

- 1111 — A mais alta nobreza galega liderada por Pedro Froilaz de Trava e o bispo Diego Gelmires coroam Afonso VII como "Rei da Galiza".
- 1176 — A Batalha de Miriocéfalo é a última tentativa do Império Bizantino de recuperar a Anatólia central dos turcos seljúcidas.
- 1382 — Maria, filha de Luís, o Grande, é coroada "rei" da Hungria.
- 1462 — Guerra dos Treze Anos: Um exército polonês comandado por Piotr Dunin derrota decisivamente a Ordem Teutônica na Batalha de Świecino.
- 1543 — O primeiro livro em língua finlandesa, o Abckiria de Mikael Agricola, é publicado em Estocolmo.
- 1577 — O Tratado de Bergerac é assinado entre o rei Henrique III da França e os huguenotes.[1]
- 1620 — Guerra Polaco-Otomana: O Império Otomano derrota a Comunidade Polaco-Lituana durante a Batalha de Cecora .[2]
- 1631 — A Suécia obtém uma grande vitória na Batalha de Breitenfeld contra o Sacro Império Romano durante a Guerra dos Trinta Anos.
- 1683 — Antonie van Leeuwenhoek escreve uma carta à Royal Society descrevendo "animáculos", mais tarde conhecidos como protozoários.[3]
- 1775 — Guerra Revolucionária Americana: A invasão do Canadá começa com o Cerco do Forte St. Jean.
- 1776 — O Presídio de São Francisco é fundado na Nova Espanha.
- 1787 — A Constituição dos Estados Unidos é assinada na Filadélfia.
- 1793 — Guerra dos Pirenéus: a França derrota uma força espanhola na Batalha de Peyrestortes.
- 1809 — Paz entre a Suécia e a Rússia na Guerra Finlandesa; o território que se tornará a Finlândia é cedido à Rússia pelo Tratado de Hamina.
- 1843 — Inaugurada a Universidade do Chile.
- 1859 — Joshua A. Norton se declara "Norton I, imperador dos Estados Unidos".
- 1861 — Guerras Civis Argentinas: o Estado de Buenos Aires derrota a Confederação Argentina na Batalha de Pavón.
- 1862 — Guerra de Secessão: o Exercito do Potomac, sob George B. McClellan, interrompe a  invasão do norte pelo Exército da Virgínia do Norte de Robert E. Lee na Batalha de Antietam. Foi o dia mais sangrento da história militar americana.
- 1894 — Batalha do Rio Yalu, o maior combate naval da Primeira Guerra Sino-Japonesa.
- 1900 — Guerra Filipino-Americana: Os filipinos sob o comando de Juan Cailles derrotam os norte-americanos sob o comando do coronel Benjamin F. Cheatham Jr. em Mabitac.[4]
- 1901 — Segunda Guerra Bôer: Uma coluna bôer derrota uma força britânica na Batalha de Blood River Poort.
- 1914 — Primeira Guerra Mundial: começa a Corrida para o mar.
- 1928 — O Furacão Okeechobee atinge o sudeste da Flórida, matando mais de 2 500 pessoas.
- 1930 — A Revolta de Ararate curda é reprimida pelos turcos.
- 1932 — Um discurso de Laureano Gómez Castro leva à escalada da Guerra Colômbia-Peru.
- 1934 — A União Soviética passa a fazer parte da Sociedade das Nações.
- 1939
  - Segunda Guerra Mundial: começa a invasão soviética da Polônia.
  - Segunda Guerra Mundial: o submarino alemão U-29 afunda o porta-aviões britânico HMS Courageous.
- 1940 — Segunda Guerra Mundial: devido a contratempos na Batalha da Grã-Bretanha e ao clima de outono que se aproxima, Hitler adia a Operação Leão Marinho.
- 1941 — Segunda Guerra Mundial: forças soviéticas entram em Teerã durante a Invasão anglo-soviética do Irã.
- 1944
  - Segunda Guerra Mundial: tropas aéreas aliadas saltam de paraquedas nos Países Baixos como a metade do "Market" da Operação Market Garden.
  - Segunda Guerra Mundial: tropas soviéticas lançam a Ofensiva de Tallinn contra a Alemanha e unidades pró-independência da Estônia.
  - Segunda Guerra Mundial: as forças alemãs são atacadas pelos Aliados na Batalha de San Marino.
- 1948
  - O Lehi (também conhecido como Stern Gang) assassina o Conde Folke Bernadotte, que foi nomeado pelas Nações Unidas para mediar entre as nações árabes e Israel.
  - O Nizam de Hiderabade renuncia a sua soberania sobre o Estado de Hiderabade e se junta à União da Índia.
- 1957 — Malásia é admitida como Estado-Membro da ONU.
- 1965 — A Batalha de Chawinda é travada entre o Paquistão e a Índia.
- 1971 — Ditadura Militar Brasileira: O ex-capitão Carlos Lamarca é morto pelo Exército no município baiano de Ipupiara.
- 1974 — Bangladesh, Granada e Guiné-Bissau são admitidos como Estados-membros das Nações Unidas.
- 1978 — Os Acordos de Camp David são assinados por Israel e Egito.
- 1980
  - Após semanas de greves no Estaleiro Lenin em Gdańsk, Polônia, é criado o sindicato nacional independente Solidariedade.
  - O ex-presidente da Nicarágua Anastasio Somoza Debayle é assassinado em Assunção, Paraguai.
- 1985
  - Soyuz T-14 acopla-se à estação espacial Salyut 7.
  - No Brasil, ocorre o primeiro grande apagão de sua história.
  - O Parque Nacional da Chapada Diamantina um parque nacional brasileiro situado no estado da Bahia, é criado.
- 1991
  - Coreia do Sul, Coreia do Norte, Estônia, Letônia, Lituânia, Ilhas Marshall e Estados Federados da Micronésia são admitidos como Estados-Membro da ONU.
  - A primeira versão do núcleo do Linux (0.01) é lançada na Internet.
- 2001 — A Bolsa de Valores de Nova Iorque reabre para negociação após os ataques de 11 de setembro, o fechamento mais longo desde a Grande Depressão.
- 2006 — Uma fita de áudio de um discurso privado do primeiro-ministro húngaro, Ferenc Gyurcsány, é divulgada ao público, na qual ele confessa que o seu Partido Socialista Húngaro mentiu para vencer as eleições de 2006, provocando protestos generalizados em todo o país.
- 2011 — O movimento Occupy Wall Street começa no Zuccotti Park, Nova Iorque.
- 2013 — O jogo eletrônico Grand Theft Auto V arrecada mais de meio bilhão de dólares no seu primeiro dia de venda.
- 2024
  - Ocorrem as explosões de pagers e walkie-talkies no Líbano e na Síria, que mataram ao menos 37 pessoas.
  - Homens armados atacam vários locais em Bamaco, Mali, matando 77 pessoas.

## Nascimentos

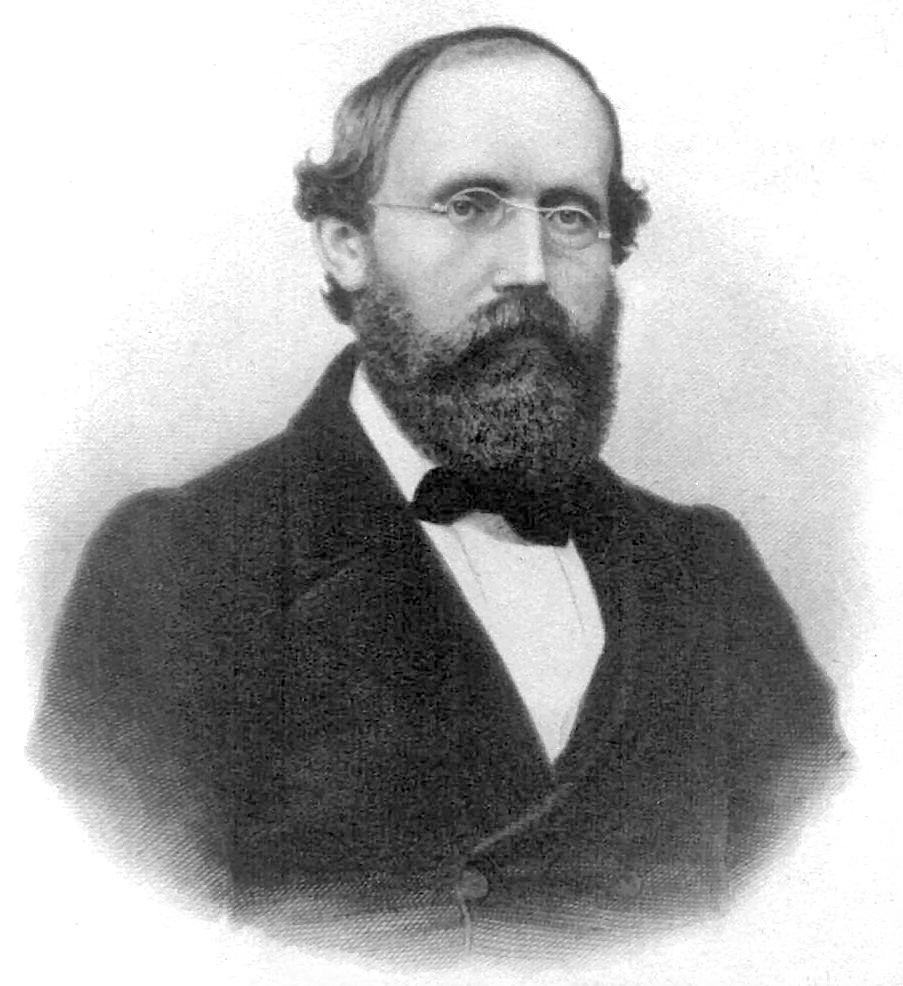
Bernhard Riemann

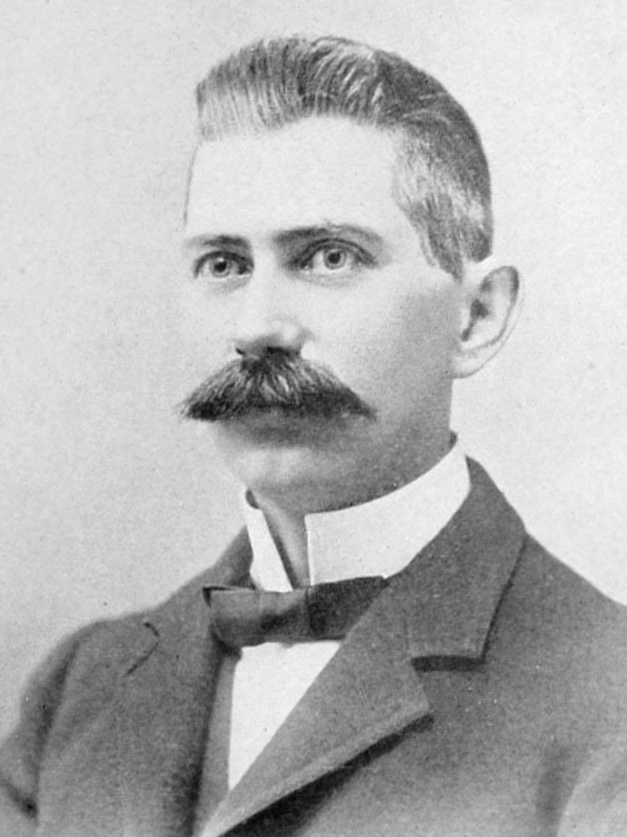
David Dunbar Buick

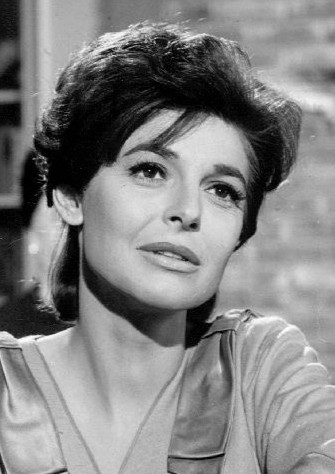
Anne Bancroft

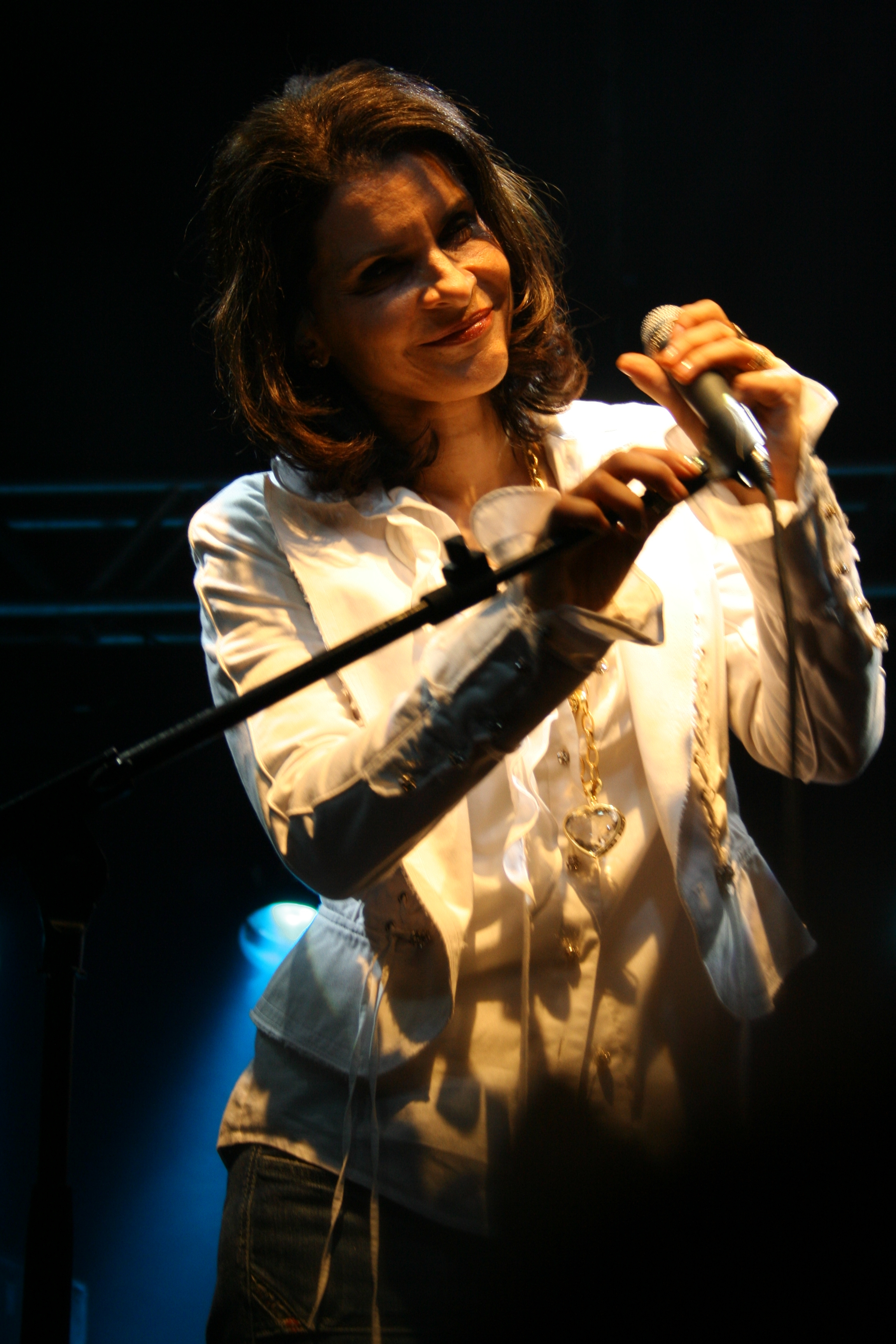
Marina Lima

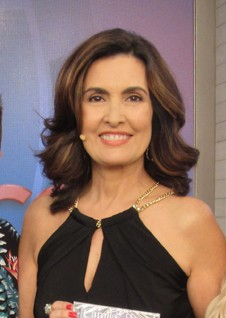
Fátima Bernardes

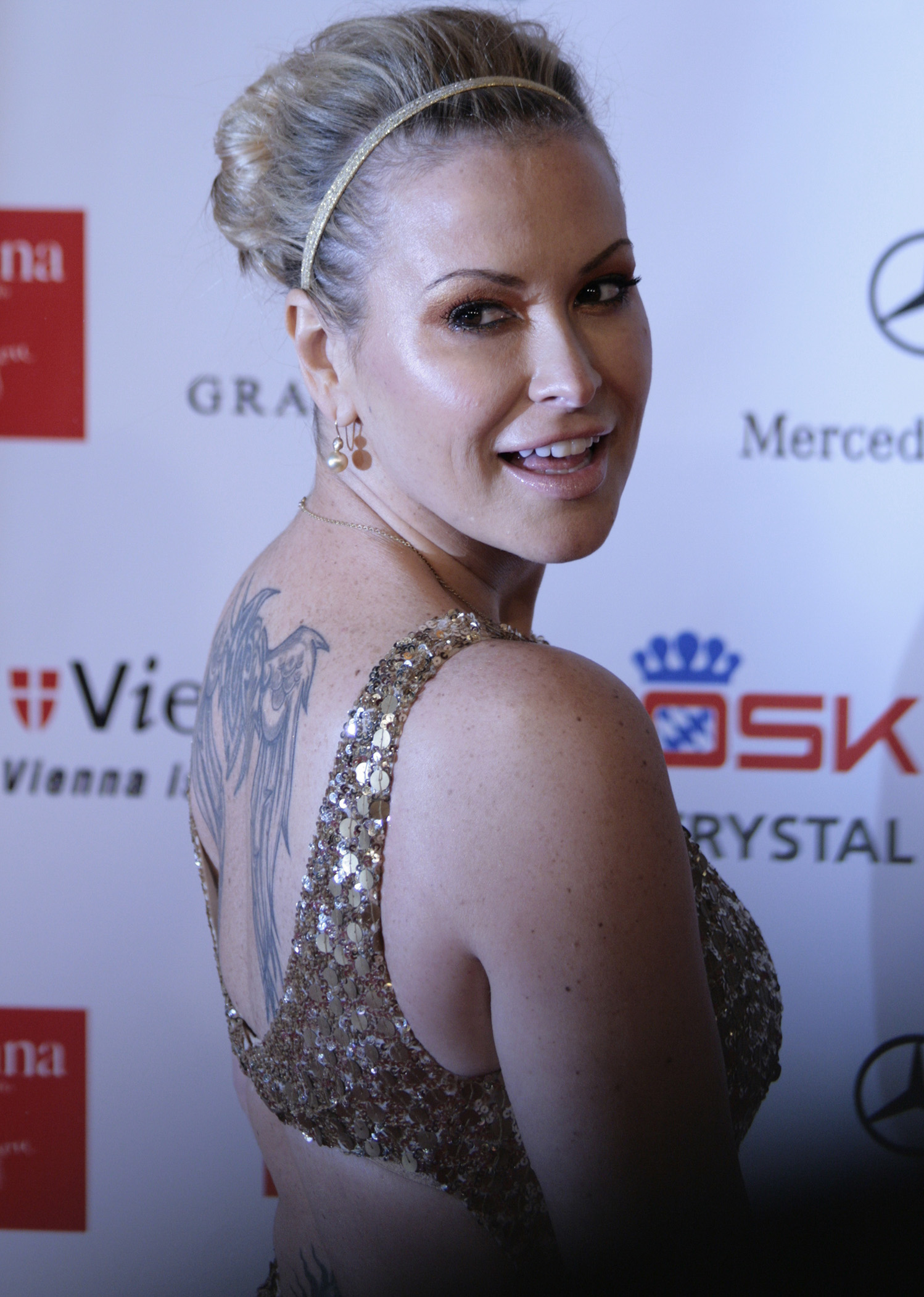
Anastacia

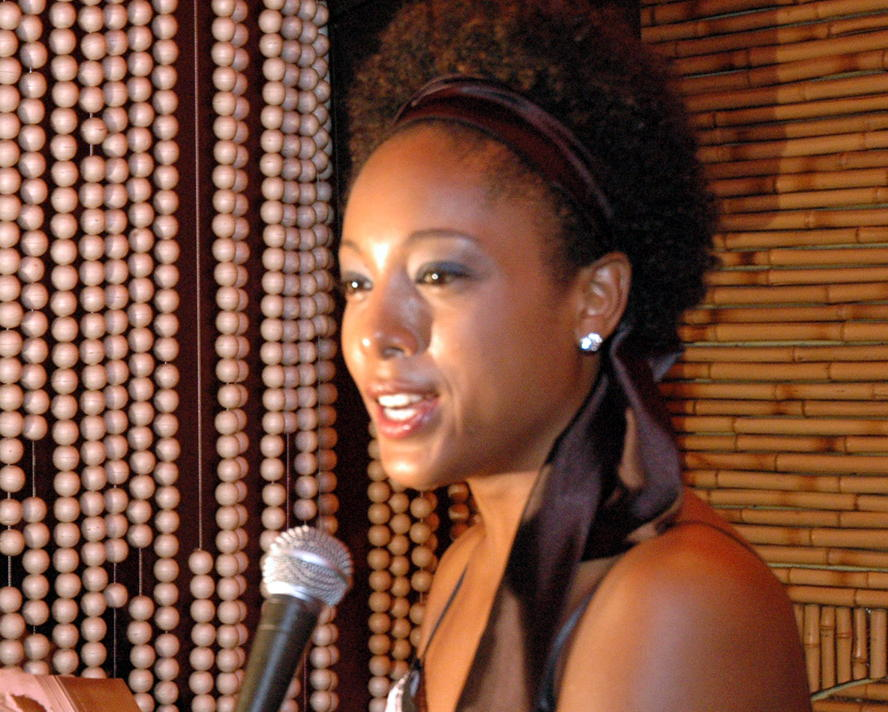
Negra Li

### Anteriores ao século XIX
- 0879 — Carlos III de França (m. 929).
- 1483 — Jaime de Portugal, infante e arcebispo de Lisboa (m. 1459).
- 1552 — Papa Paulo V (m. 1621).
- 1580 — Carlota Brabantina de Nassau (m. 1631).
- 1614 — Ernesto Augusto, Duque de Iorque e Albany (m. 1728).
- 1630 — Rainúncio II Farnésio, Duque de Parma (m. 1694).
- 1688 — Maria Luísa de Saboia, rainha consorte da Espanha (m. 1714).
- 1711 — Ignaz Holzbauer, compositor austríaco (m. 1783).
- 1739 — John Rutledge, político estadunidense (m. 1800).
- 1763 — Francisco das Chagas Santos, militar e político brasileiro (m. 1840).
- 1768 — Padre Miguelinho, sacerdote e revolucionário brasileiro (m. 1817).
- 1777 — Francisco Manuel Trigoso, político português (m. 1838).
- 1797 — Heinrich Kuhl, zoólogo e naturalista alemão (m. 1821).
- 1799 — Maria de Württemberg (m. 1860).

### Século XIX
- 1801 — Edward William Lane, escritor, tradutor, lexicógrafo e orientalista britânico (m. 1876).
- 1803 — Constantin Wilhelm Lambert Gloger, ornitólogo e zoólogo alemão (m. 1863).
- 1815 — Arthur Saint-Léon, bailarino, coreógrafo e violinista francês (m. 1870).
- 1820
  - Émile Augier, poeta e dramaturgo francês (m. 1889).
  - Tomás Mejía, militar mexicano (m. 1867).
- 1826 — Bernhard Riemann, matemático alemão (m. 1866).
- 1854 — David Dunbar Buick, engenheiro estadunidense (m. 1929).
- 1860 — Paulo de Frontin, político e engenheiro brasileiro (m. 1933).
- 1861 — Bueno de Paiva, político brasileiro (m. 1928).
- 1869 — Christian Lous Lange, educador, cientista e historiador norueguês (m. 1938).
- 1870 — Georges Lakhovsky, engenheiro, cientista e inventor bielorrusso (m. 1942).
- 1871 — Leonor de Solms-Hohensolms-Lich (m. 1937).
- 1883
  - William Carlos Williams, poeta e dramaturgo estadunidense (m. 1963).
  - John Lindroth, ginasta finlandês (m. 1960).
- 1886 — Billy Papke, pugilista estadunidense (m. 1936).
- 1895 — Margarida da Dinamarca (m. 1992).
- 1897 — Rudolf Ramseyer, futebolista francês (m. 1943).
- 1900 — Mikhail Katukov, militar russo (m. 1976).

### Século XX

#### 1901–1950
- 1901 — José Régio, escritor português (m. 1969).
- 1902 — Esther Ralston, atriz estadunidense (m. 1994).
- 1903
  - Dolores Costello, atriz estadunidense (m. 1979).
  - George Koltanowski, enxadrista belga (m. 2000).
- 1904 — Christen Christensen, patinador artístico norueguês (m. 1969).
- 1905 — Hans Freudenthal, matemático alemão (m. 1990).
- 1906 — Junius Richard Jayawardene, político cingalês (m. 1996).
- 1907 — Warren E. Burger, jurista e político norte-americano (m. 1995).
- 1912
  - Irena Kwiatkowska, atriz e comediante polonesa (m. 2011).
  - Maksim Tank, poeta bielorrusso (m. 1995).
- 1914 — William Grut, pentatleta sueco (m. 2012).
- 1916 — Yumjaagiin Tsedenbal, político mongol (m. 1991).
- 1918 — Chaim Herzog, político israelense (m. 1997).
- 1920 — Roger Gyselinck, ciclista belga (m. 2002).
- 1921
  - Virgilio Barco Vargas, político colombiano (m. 1997).
  - Gisèle Pascal, atriz francesa (m. 2007).
- 1922
  - António Agostinho Neto, escritor e político angolano (m. 1979).
  - Frank Spellman, halterofilista estadunidense (m. 2017).
- 1923 — Hank Williams, cantor estadunidense (m. 1953).
- 1925
  - Dorothy Loudon, atriz e cantora norte-americana (m. 2003).
  - John List, assassino em série norte-americano (m. 2008).
- 1926
  - Jean-Marie Lustiger, filósofo e teólogo francês (m. 2007).
  - Andrea Kékesy, ex-patinadora artística húngara.
  - Bill Black, músico estadunidense (m. 1965).
- 1928 — Roddy McDowall, ator britânico (m. 1998).
- 1929
  - Stirling Moss, automobilista britânico (m. 2020).
  - Gerardo Renault, advogado e político brasileiro.
  - Eliseo Prado, futebolista argentino (m. 2016).
- 1930 — David Huddleston, ator estadunidense (m. 2016).
- 1931
  - Anne Bancroft, atriz estadunidense (m. 2005).
  - Jean-Claude Carrière, ator e roteirista francês (m. 2021).
- 1933 — Chuck Grassley, político estadunidense.
- 1934
  - Maureen Connolly, tenista estadunidense (m. 1969).
  - Valda Osborn, ex-patinadora artística britânica.
- 1935 — Ken Kesey, escritor estadunidense (m. 2001).
- 1936 — Gerald Guralnik, físico estadunidense (m. 2014).
- 1937
  - Charles Snelling, ex-patinador artístico canadense.
  - Helge Jørgensen, ex-futebolista dinamarquês.
- 1938 — Hernando Tovar, ex-futebolista colombiano.
- 1940 — István Móna, pentatleta húngaro (m. 2010).
- 1941
  - Nils Arne Eggen, futebolista e treinador de futebol norueguês (m. 2022).
  - Phil Méheux, diretor de fotografia britânico.
- 1942 — Lupe Ontiveros, atriz estadunidense (m. 2012).
- 1943 — Vasil Mitkov, futebolista búlgaro (m. 2002).
- 1944 — Reinhold Messner, alpinista italiano.
- 1945
  - Phil Jackson, ex-jogador e treinador de basquete estadunidense.
  - Bruce Spence, ator neozelandês.
- 1946
  - Jerzy Milewski, violinista polonês (m. 2017).
  - Maria José de Lancastre, professora, editora e crítica literária portuguesa.
  - José Luís Cutrale, empresário brasileiro (m. 2022).
- 1947 — Bruce Pandolfini, enxadrista e escritor norte-americano.
- 1948
  - John Ritter, ator estadunidense (m. 2003).
  - Kiril Milanov, futebolista búlgaro (m. 2011).
- 1950 — Narendra Modi, político indiano.

#### 1951–2000
- 1951
  - Cassandra Peterson, atriz estadunidense.
  - Evinha, cantora brasileira.
- 1952 — Odir Cunha, jornalista e escritor brasileiro.
- 1953
  - Luís Filipe Marques Amado, político português.
  - Jan Möller, ex-futebolista sueco.
- 1954 — Sandra Pêra, atriz, cantora e diretora de cinema brasileira.
- 1955
  - Marina Lima, cantora e compositora brasileira.
  - Charles Martinet, ator e dublador estadunidense.
  - Mahboub Juma'a, ex-futebolista kuwaitiano.
- 1956
  - Rita Rudner, escritora e comediante estadunidense.
  - Almazbek Atambaiev, político quirguiz.
  - Adelino Nascimento, cantor e compositor brasileiro (m. 2008).
- 1957
  - Martinho Ndafa Kabi, político guineense.
  - Marcelo Dolabela, poeta, músico e roteirista brasileiro (m. 2020).
- 1958 — Janez Janša, político esloveno.
- 1959 — Gérson Victalino, jogador de basquete brasileiro (m. 2020).
- 1960
  - César Filho, jornalista brasileiro.
  - Damon Hill, ex-automobilista britânico.
- 1961 — Aleksandr Portnov, saltador soviético.
- 1962
  - Fátima Bernardes, jornalista brasileira.
  - Baz Luhrmann, diretor de cinema australiano.
  - Luis Caballero, futebolista paraguaio (m. 2005).
- 1963 — Rami Saari, poeta e crítico literário israelita.
- 1964
  - Lobão Filho, político brasileiro.
  - Ursula Karven, atriz, modelo e escritora alemã.
  - Luc Roosen, ex-ciclista belga.
- 1965
  - Pintado, ex-futebolista e treinador de futebol brasileiro.
  - Kyle Chandler, ator estadunidense.
  - Guy Picciotto, cantor, compositor, músico e produtor musical norte-americano.
- 1966 — Aníbal Moreira, ex-jogador e treinador de basquete angolano.
- 1967
  - Cleo Brandão, apresentadora de televisão e modelo brasileira.
  - María Fernanda García, atriz mexicana.
- 1968
  - Anastacia, cantora e compositora estadunidense.
  - Tito Vilanova, futebolista e treinador de futebol espanhol (m. 2014).
  - Danielle Dahoui, chef de cozinha e apresentadora de televisão brasileira.
- 1969
  - Sergio Berti, ex-futebolista argentino.
  - Matthew Settle, ator estadunidense.
  - Keith Flint, músico britânico (m. 2019).
- 1970
  - Mirjalol Qosimov, ex-futebolista e treinador de futebol uzbeque.
  - Edílson, ex-futebolista brasileiro.
  - Francisco Flaminio Ferreira, ex-futebolista paraguaio.
- 1971
  - Adriana Karembeu, modelo eslovaca.
  - Jens Voigt, ex-ciclista alemão.
  - Sergej Barbarez, ex-futebolista e treinador de futebol bósnio.
  - Bruno Simões, ator português (m. 2012).
- 1972
  - Mariana Lima, atriz brasileira.
  - Bobby Lee, ator estadunidense.
  - Leila Sterenberg, jornalista brasileira.
- 1973
  - Demis Nikolaidis, ex-futebolista grego.
  - Gustavo Machado, ator, roteirista e diretor brasileiro.
- 1974
  - Darío Rodríguez, ex-futebolista uruguaio.
  - Rasheed Wallace, ex-jogador de basquete estadunidense.
  - Stacy Kamano, atriz estadunidense.
  - Austin St. John, ator estadunidense.
  - Raphaël Fejtö, ator e cineasta francês.
- 1975
  - Jimmie Johnson, automobilista estadunidense.
  - Sérgio Sacani, youtuber, geofísico e podcaster brasileiro.
- 1976
  - Edu Ribeiro, cantor e compositor brasileiro.
  - Mihayo Kazembe, ex-futebolista e treinador de futebol congolês.
- 1977
  - Simone Perrotta, ex-futebolista italiano.
  - Rolan Gusev, ex-futebolista russo.
  - Sam Esmail, diretor, produtor e roteirista egípcio-americano.
  - Teslim Fatusi, ex-futebolista nigeriano.
- 1978
  - Nick Cordero, ator canadense (m. 2020).
  - Arne Slot, ex-futebolista e treinador de futebol neerlandês.
- 1979
  - Chuck Comeau, baterista canadense.
  - Flo Rida, cantor estadunidense.
  - Negra Li, cantora brasileira.
  - Billy Miller, ator norte-americano (m. 2024).
  - Carlinhos Bala, ex-futebolista brasileiro.
  - Ana Moura, fadista portuguesa.
  - Ingrid Martz, atriz mexicana.
  - Mariana González, esgrimista venezuelana.
- 1980
  - Millena Machado, jornalista brasileira.
  - Java Mayan, ator brasileiro.
- 1981 — Bakari Koné, ex-futebolista marfinense.
- 1982
  - Neto Baiano, futebolista brasileiro.
  - Emil Martínez, futebolista hondurenho.
- 1984
  - Kim Dae-eun, ex-ginasta sul-coreano.
  - Liu Ming-huang, arqueiro taiwanês.
- 1985
  - Jon Walker, músico norte-americano.
  - Tomáš Berdych, ex-tenista tcheco.
  - Kim Byung Suk, futebolista sul-coreano.
  - Pedro Nercessian, ator brasileiro.
  - Tupoutoʻa ʻUlukalala, príncipe tonganês.
  - Jacob Ngwira, futebolista malauiano.
- 1986
  - Landry Mulemo, ex-futebolista belga.
  - Paolo De Ceglie, ex-futebolista italiano.
  - Sophie, produtora musical, DJ e cantora britânica (m. 2021).
  - Yoshitsugu Matsuoka, dublador japonês.
- 1987
  - Eduardo Ratinho, ex-futebolista brasileiro.
  - Stergos Marinos, ex-futebolista grego.
  - Augustus Prew, ator britânico.
- 1988
  - Rafael Vaz, futebolista brasileiro.
  - Thiago Heleno, futebolista brasileiro.
  - Allie MacDonald, atriz canadense.
- 1989 — Rudy Molard, ciclista francês.
- 1990
  - Josué, futebolista português.
  - Renae Ayris, modelo australiana.
  - Songezo Jim, ciclista sul-africano.
  - Tiago Dutra, ex-futebolista brasileiro.
  - Jazmin Carlin, nadadora britânica.
  - Kamil Gradek, ciclista polonês.
  - Tim Myers, futebolista neozelandês.
- 1991
  - Nani Soares, futebolista guineense.
  - Miguel Quiame, futebolista angolano.
  - Sanne Wevers, ginasta neerlandesa.
  - Mena Massoud, ator britânico.
  - Tyson Pedro, lutador australiano de artes marciais mistas.
  - Victor Sparapane, ator brasileiro.
- 1992 — Danny Ramirez, ator norte-americano.
- 1993
  - Alex Lynn, automobilista britânico.
  - Duda Brack, cantora brasileira.
  - Yordy Reyna, futebolista peruano.
  - Sofiane Boufal, futebolista franco-marroquino.
  - Massimo Bruno, ex-futebolista belga.
- 1995 — Shelby Flannery, atriz norte-americana.
- 1996
  - Esteban Ocon, automobilista francês.
  - Ella Purnell, atriz britânica.
  - Duje Ćaleta-Car, futebolista croata.
- 1997 — Emma Hinze, desportista alemã.

### Século XXI
- 2002
  - Zinaida Kupriyanovich, cantora bielorrussa.
  - Elina Avanesyan, tenista russa.
- 2007 — Laura Rauseo, atriz brasileira.
- 2008 — Mia Talerico, atriz estadunidense.

## Mortes

### Anteriores ao século XIX
- 1179 — Hildegarda de Bingen, abadessa, compositora e escritora alemã (n. 1098).
- 1422 — Constantino II da Bulgária (n. ?).
- 1574 — Pedro Menéndez de Avilés, almirante e explorador espanhol (n. 1519).
- 1596 — Cosme Delgado, compositor português (n. c. 1530).
- 1665 — Filipe IV de Espanha, III de Portugal (n. 1605).
- 1768 — Manuel da Maia, engenheiro e militar português (n. 1677).

### Século XIX
- 1803 — Franz Xaver Süßmayr, compositor austríaco (n. 1766).
- 1836 — Antoine Laurent de Jussieu, médico e botânico francês (n. 1748).
- 1852 — Francisco Javier Echeverría, político mexicano (n. 1797).
- 1858 — Dred Scott, escravo afro-estadunidense (n. 1799).
- 1863
  - Charles Robert Cockerell, arquiteto, arqueólogo e escritor britânico (n. 1788).
  - Alfred de Vigny, poeta romântico francês (n. 1797).
- 1864 — Walter Savage Landor, escritor e poeta britânico (n. 1775).
- 1877 — William Henry Fox Talbot, escritor e cientista britânico (n. 1800).
- 1897 — Manuel José Gonçalves Couto, missionário pedâneo português (n. 1819).

### Século XX
- 1961 — Adnan Menderes, político turco (n. 1899).
- 1968 — Mascarenhas de Morais, militar brasileiro (n. 1883).
- 1971 — Carlos Lamarca, militar desertor e guerrilheiro brasileiro (n. 1937).
- 1986 — Erich Bautz, ciclista alemão (n. 1913).
- 1992 — Herivelto Martins, compositor, cantor, músico e ator brasileiro (n. 1912).
- 1994 — Karl Popper, filósofo britânico (n. 1902).
- 1997 — Red Skelton, ator estadunidense (n. 1913).
- 2000 — Paula Yates, apresentadora de televisão e escritora (n. 1959).

### Século XXI
- 2001 — David Kipiani, jogador e técnico de futebol georgiano (n. 1951).
- 2002 — Edvaldo Alves de Santa Rosa, futebolista brasileiro (n. 1934).
- 2011 — Tomasz Zygadło, premiado realizador polaco (n. 1947).
- 2014 — China Zorrilla, atriz uruguaia (n. 1922).
- 2015 — Carlos Manga, montador, roteirista, diretor de cinema e televisão brasileiro (n. 1928).
- 2020 — Ricardo Ciciliano, futebolista colombiano (n. 1976).

## Feriados e eventos cíclicos

### Internacional
- Dia Mundial da Segurança do Paciente (OMS)
- Dia da Compreensão Mundial

### Brasil
- Dia Nacional do Transportador Rodoviário de Carga
- Aniversário da cidade de Pompeia, São Paulo
- Aniversário da cidade de Alvorada, Rio Grande do Sul

### Cristianismo
- Alberto de Jerusalém
- Columba de Córdova
- Estanislau Paczynski
- Hildegarda de Bingen
- Lamberto de Maastricht
- Pedro de Arbués
- Roberto Belarmino

## Outros calendários
- No calendário romano era o 15.º dia (XV) antes das calendas de outubro.
- No calendário litúrgico tem a letra dominical A para o dia da semana.
- No calendário gregoriano a epacta do dia é vii.